# Russisch Laagland

Het Russisch Laagland

Het Russisch Laagland (Russisch: Русская равнина, Russkaija Ravnina) of Oost-Europees Laagland (Russisch: Восточно-Европейская равнина) is een laaggelegen landschap dat zich uitstrekt over bijna geheel Oost-Europa en een oppervlakte heeft van ongeveer 4.000.000 km². Het is het grootste gebied in Europa zonder gebergten.

## Geografie
Het ligt ten westen van zowel het Russische gebergte de Oeral als de rivier de Oeral alsook de Kaspische Zee en ten oosten van de Centraal-Europese Karpaten. Van noord naar zuid omspant het een afstand van 4000 km, van de noordelijke Barentszzee  en Witte Zee tot de zuidelijke Kaukasus en Zwarte Zee. Het omvat een groot deel van Europees Rusland, de Baltische staten, Wit-Rusland, een groot deel van Oekraïne, Moldavië, Oost-Polen en West-Kazachstan.
Dit laagland toont op enkele plaatsen wel enig reliëf (van zeespiegel tot 347 m bij de Waldajhoogte). Het land wordt door vele brede rivieren doorsneden waardoor dalen zijn ontstaan.
Het Russisch Laagland kent verscheidene landschappen als het Centraal-Russisch Plateau, Waldajhoogte, Wolgahoogland, de Kaspische Laagte, Dnjeprlaagte en het Laagland van de Zwarte Zee. In de buurt van de stad Archangelsk is er sprake van veel naaldwoud, dat verder naar het noorden overgaat in toendra. Het zuiden heeft over het algemeen veel cultuurland (akkerbouw en veeteelt); dit laatste landschap is overheersend in het Russisch Laagland. Grassteppes bevinden zich in het laagland van de Kaspische Zee. Bij de stad Rostov is er zelfs sprake van rijstbouw. Het dichtstbevolkte gedeelte van het Russisch Laagland ligt in het midden hiervan.

## Miljoenensteden
Op het Russisch Laagland liggen onder andere de dichtbevolkte miljoenensteden:
- Moskou
- Nizjni Novgorod
- Kazan
- Wolgograd
- Oefa
- Samara
- Perm
- Sint-Petersburg